# میرابلو سانیتیکو
میرابلو سانیتیکو (به ایتالیایی: Mirabello Sannitico) یک کومونه در ایتالیا است که در استان کامپوباسو واقع شده‌است.

## خصوصیات
میرابلو سانیتیکو ۲۱ کیلومترمربع مساحت و ۲٬۰۸۳ نفر جمعیت دارد و ۶۰۰ متر بالاتر از سطح دریا واقع شده‌است.